# Gornje Selo (Czarnogóra)
Gornje Selo (cyr. Горње Село) – wieś w Czarnogórze, w gminie Pljevlja. W 2011 roku liczyła 76 mieszkańców.